# Mutien Marie Wiaux
Louis-Joseph Wiaux, en religion frère Mutien-Marie, est un religieux enseignant belge, frère des Écoles Chrétiennes, né à Mellet (Belgique) le 20 mars 1841 et mort à Malonne (Belgique) le 30 janvier 1917.
Déclaré saint par l'Église catholique  il est commémoré le 30 janvier selon le Martyrologe romain.

## Biographie
Louis-Joseph Wiaux naît le 20 mars 1841 à Mellet dans une famille profondément chrétienne. Il est baptisé le jour même. Après ses études primaires, il travaille à l'atelier de son père, forgeron, mais à 15 ans, il préfère entrer au noviciat des Frères des Écoles Chrétiennes en avril 1856. Il enseigne d'abord à Chimay avant d'aller pendant un an à Bruxelles et en 1859, il est transféré au collège de Malonne (Saint-Berthuin) où il passera le reste de sa vie.
Toutefois, il est peu doué pour l'enseignement et reste confiné pendant plus de cinquante ans à des emplois subalternes qu'il accepte avec joie et humilité : surveillances et cours élémentaires de dessin et musique. Sa préférence va aux cours de catéchisme qu'il donne aux enfants. Ses élèves le surnomment « Le frère qui prie toujours ».
Le matin du 30 janvier 1917, il meurt en disant : « Qu'on est heureux quand on est, comme moi, sur le bord de la tombe, d'avoir toujours eu une grande dévotion à la Très Sainte Vierge ! »
Le 1er février 1917, le frère Mutien-Marie est d'abord enterré au cimetière communal de Malonne, dans le caveau des Frères des Écoles Chrétiennes. Mais très vite, de nombreux pèlerins se rendent sur sa tombe et, le 11 mai 1926, sa dépouille est transférée au pied de la tour de l'église.

On y vient l'implorer pour obtenir des faveurs, perpétuant ainsi l'habitude qui consistait, de son vivant, à lui demander de prier pour les gens. De nombreux témoignages affluent, attestant notamment de guérisons. Bientôt, les lieux n'offrent plus suffisamment de sécurité aux pèlerins et leur déplacement dans un espace plus adapté est envisagé…

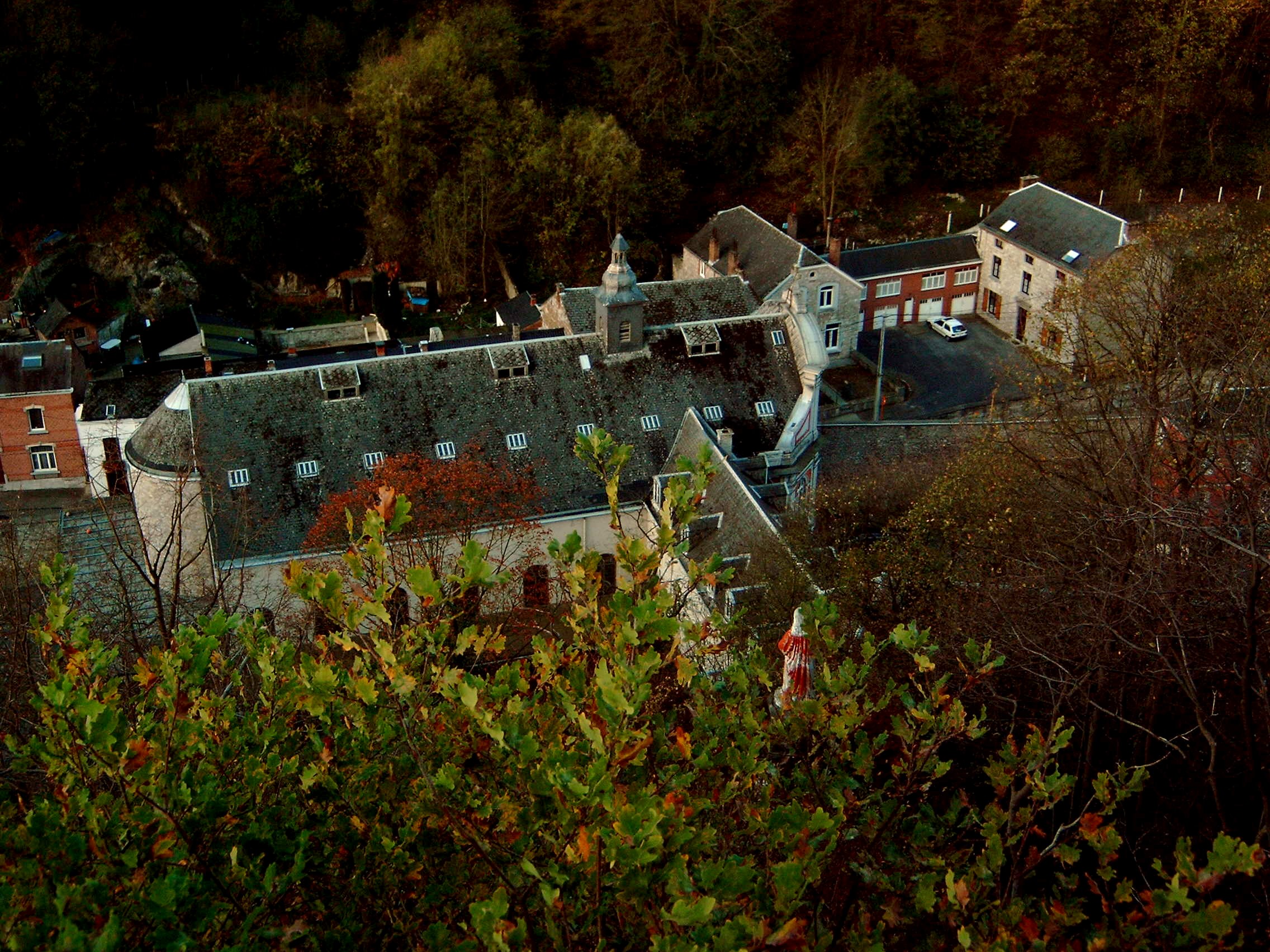
Institut Saint-Berthuin à Malonne

Depuis 1980, ses reliques reposent sous une dalle de marbre blanc, dans une chapelle neuve, accompagnée d'un musée où sont recueillis les souvenirs le concernant, formant le Sanctuaire Frère Mutien-Marie.

## Béatification - canonisation
Béatifié le 30 octobre 1977 par le pape Paul VI, il est canonisé le 10 décembre 1989 par le pape Jean-Paul II qui le présente comme un exemple de vie de prière et d'humilité au quotidien. 
Bien que liturgiquement commémoré le 30 janvier, au sanctuaire de Malonne, on préfère le fêter un jour du week-end le plus proche du 14 septembre, jour où il y est arrivé en 1859. 
En 2017, on a donc célébré à la fois le centenaire de sa mort et le 40e anniversaire de sa béatification, tandis que 2019 a vu le 30e anniversaire de sa canonisation.

## Le sanctuaire de Malonne
Ce sont les Frères de l'institut Saint-Berthuin (une école) qui gardent les lieux, aidés de nombreux bénévoles. Une visite libre ou guidée du musée est possible ; on peut y voir un audiovisuel consacré à la vie du saint. À la sortie du musée, jouxtant le parking, un lieu accueille en permanence des bougies votives qui flamboient autour d'une statue représentant le Frère en prière : une longue tradition, originale, mais qui en rappellera d'autres semblables, permet au pèlerin d'en toucher le front ou d'y frotter un objet comme un mouchoir, un morceau de papier, un bout de tissu, etc. ce qui entraîne une spectaculaire patine du bronze ! Cette pratique du toucher et de l'imprégnation s'étend à l'effigie placée sur son tombeau.

 	
Une autre pratique consiste à emporter une relique du saint sous la forme d'une minuscule parcelle de bois provenant du cercueil où il a reposé avant d'être finalement transféré dans un sarcophage. Ces éclats de bois sont placés sous une pellicule transparente apposée à la plupart des objets de piété qu'on peut acquérir à Malonne dans le discret magasin installé sur le site du sanctuaire. On les donne aux malades, on les dépose sous un oreiller, on les porte sur soi, etc.

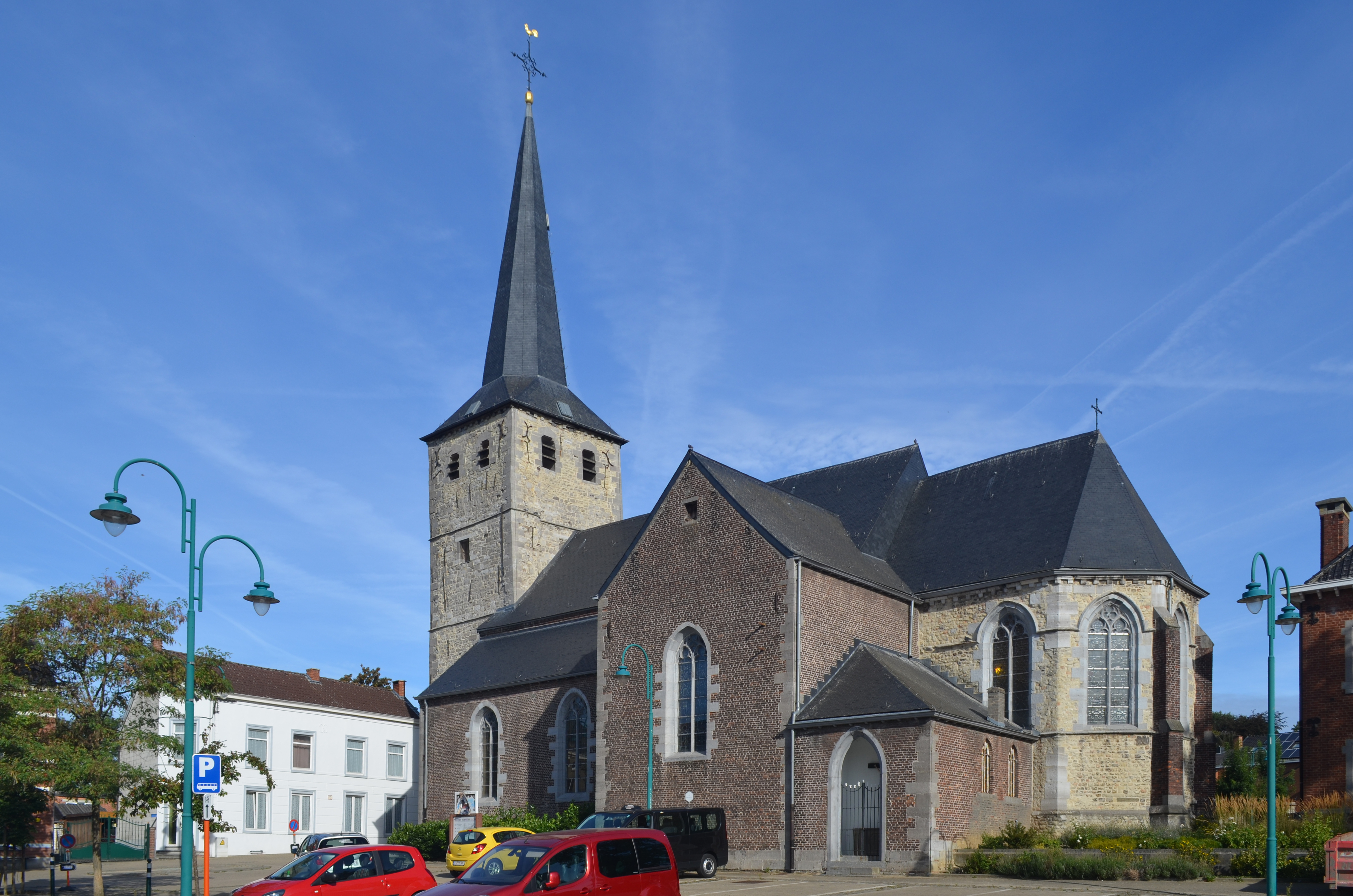
L'église de son village natal, Mellet, est actuellement dédiée aux saints Martin et Mutien Marie.

La chapelle, entièrement habillée de verre, le musée, le lieu de dévotion et le magasin sont regroupés dans un ensemble épuré, coloré et très lumineux autour d'une pièce d'eau centrale formant patio. Judicieusement isolés de la route voisine, les lieux inspirent immédiatement la sérénité. L'accueil des personnes à mobilité réduite n'y pose aucun problème grâce au parking et à l'absence de marches. Au-delà du sanctuaire, les plus valides pourront emprunter un escalier et un chemin pentu dans une courte promenade vers la grotte dédiée à Notre-Dame de Lourdes devant laquelle le saint aimait prier ; l'architecture de cette grotte est visiblement inspirée par le site de Massabielle.
Avant de grimper les marches ou bien au retour, ils pourront aussi se diriger vers la rue, passer devant l'abbatiale et atteindre, un peu plus loin, la cour d'honneur de l'ancienne abbaye, un remarquable ensemble datant du 18e siècle délicatement restauré et qui a été classé monument en 2017 par le ministre wallon du Patrimoine (M. Prévot).
La réputation du saint Frère Mutien s'étend bien au-delà des frontières belges et le Frère Jacques Van Neste en témoigne ainsi : "Afin de fournir un aperçu de la fréquentation du musée, depuis quelques années, nous prenons note des étrangers qui sollicitent une visite guidée. Nous avons pu répertorier des personnes qui proviennent de 78 pays : 24 d'Europe, 26 d'Afrique, 16 d'Amérique, 10 d'Asie et 2 d'Océanie. Il y en a de toutes les régions de France et d'Italie. Au mois d'avril, nous recevions un car de Philippins. Parmi les derniers pays inscrits, nous avons noté cette année : la Namibie, le San Salvador et la Turquie." En dehors de la dévotion, le site attire également les simples curieux et les touristes : un site touristique international commente ainsi la visite du musée : "Nous avons apprécié la visite (...), véritable témoignage d'une vie sainte et religieuse, et humble hommage à un grand homme." Le 13 mai 1994, la poste belge a édité un timbre portant l'effigie du Frère. Et, depuis le 1er décembre 2007, parmi les bannières des saints ornant la basilique St-Pie X à Lourdes, on trouve "Le Frère Mutien" ...

## Citation
Du frère Mutien-Marie :
« J'ai demandé à la Bonne Mère de m'accorder sa présence et de m'accompagner partout et toujours, de sorte que je me sente toujours à ses côtés, et Elle m'a fait cette grâce »

## Sources
- Osservatore Romano : 1989 n.51
- Documentation Catholique : 1977 p.954 - 1990 p.59-60